# Ікрянинський район
Ікря́нинский райо́н — адміністративна одиниця Росії, Астраханська область. До складу району входять 2 міських та 15 сільських поселень, до складу яких входить 38 населених пунктів.
| Росія | Це незавершена стаття з географії Росії. Ви можете допомогти проєкту, виправивши або дописавши її. |